# كفر ناها
كفر ناها  قرية سوريّة تتبع إداريّاً لمحافظة حلب منطقة الأتارب ناحية أورم الكبرى، بلغ تعداد سكانها 3,438 نسمة حسب التعداد السكاني لعام 2004.